# Beat Happening
Beat Happening ist eine US-amerikanische Rockband, die 1982 in Olympia, Washington, gegründet wurde. Beat Happening waren eine der ersten amerikanischen Vertreter der DIY-Bewegung in der Independent-Musik und hatten großen Einfluss auf nachfolgende Musiker, darunter Kurt Cobain.
Das Trio hat sich nie offiziell aufgelöst, ist jedoch seit 2000 inaktiv.

## Geschichte

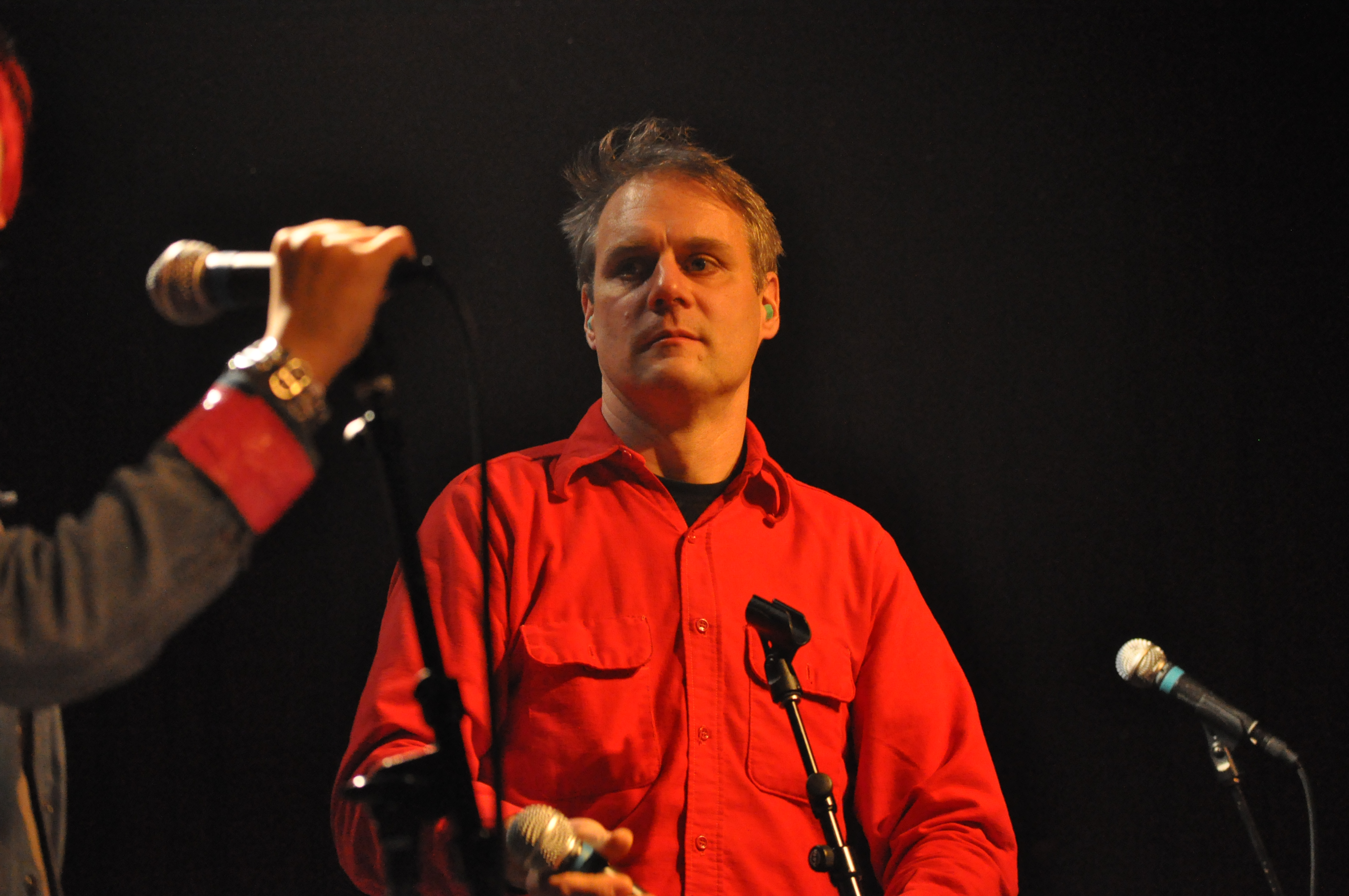
Calvin Johnson 2011 in Seattle

Die Mitglieder der Band lernten sich während der Zeit am College kennen und starteten 1983 mit ersten Aufnahmen, die sie auf Kassetten veröffentlichten. Die Band pflegte in Ablehnung der kommerziellen Rockmusik einen bewusst minimalistischen Stil und nahm ihre Platten mit einfachsten Mitteln auf. Die Bandmitglieder wechselten sich mit Gitarre, Schlagzeug und Gesang ab. 1985 erschien das erste Album, das von Greg Sage, dem Sänger der Punk-Band Wipers, produziert wurde. International bekannt wurde die Band aber erst mit der zweiten LP Jamboree (1988), die wie die dritte LP Black Candy (1989) beim englischen Independent-Label Rough Trade erschien. Die Alben Dreamy (1991) und You Turn Me On (1992) erschienen in Zusammenarbeit mit dem Label Sub Pop, auf dem 1989 auch das erste Nirvana-Album Bleach erschien.
Calvin Johnson gründete 1982 das unabhängige Label K Records, das Independent-Bands aus aller Welt veröffentlicht und auf dem auch alle Beat-Happening-Alben erschienen. Da er sich Anfang der 1990er mehr und mehr auf seine Aktivitäten als Label-Chef und musikalische Nebenprojekte konzentrierte, ruhten die Bandaktivitäten für einige Jahre, ohne dass sich Beat Happening offiziell auflösten. Im Jahre 2000 veröffentlichte die Band die Single Angel Gone.
2015 stellten die drei Bandmitglieder für Domino Records das Best-of-Album Look Around zusammen, welches Songs aus dem Zeitraum 1984 bis 2000 enthält. Als Single wurde Indian Summer aus dem Jahr 1988 ausgekoppelt. 2019 erschien das Boxset We Are Beat Happening, welches alle fünf Alben der Band sowie die Kompilation Music to Climb the Apple Tree By umfasst.

## Diskografie
Studioalben
- 1985: Beat Happening (K Records)
- 1988: Jamboree (K Records / Rough Trade)
- 1989: Black Candy (K Records / Rough Trade)
- 1991: Dreamy (K Records / Sub Pop)
- 1992: You Turn Me On (K Records / Sub Pop)

EPs
- 1984: Beat Happening (K Records)
- 1984: Three Tea Breakfast (K Records)
- 1988: Crashing Through (K Records)
- 1988: Beat Happening/Screaming Trees (mit Screaming Trees) (K Records / Homestead)

Live-Alben
- 1991: Recorded Live in London, England (mit The Vaselines) (K Records)
- 1998: Live in Japan (EP) (K Records)

Kompilationen
- 1990: 1983–85 (Feel Good All Over)
- 2002: Crashing Through (K Records)
- 2003: Music to Climb the Apple Tree By (K Records)
- 2015: Look Around (Domino Records)
- 2019: We Are Beat Happening (Domino Records)

Singles
- 1984: Our Secret (K Records)
- 1987: Look Around (K Records)
- 1990: Nancy Sin (K Records)
- 1990: Red Head Walking (Sub Pop)
- 1991: Sea Hunt (Bi-Joopiter)
- 2000: Angel Gone (K Records)
- 2015: Indian Summer (Domino Records)
- 2021: Crashing Through (Archivaufnahme; K Records)